# Ковальчук, Владимир Антонович
Владимир Антонович Ковальчук (род. 25 января 1939) — авиационный инженер, специалист в области проектирования, испытаний и доводки крылатых ракет воздушного, наземного и морского базирования. Заслуженный конструктор РФ, лауреат Государственной премии СССР.

## Биография
Окончил Казанский авиационный институт в 1962 году. Во время учёбы возглавлял авиамодельную секцию. После окончания КАИ был направлен в МКБ «Радуга», где проработал сначала в должности инженера, затем начальника бригады, далее — начальник отдела, начальник отделения, заместитель главного конструктора (с 1978), главный конструктор (с 1991), технический директор — главный конструктор (2003—2007).
Непосредственный участник и руководитель разработки ракет МКБ «Радуга» (включая стратегические крылатые ракеты воздушного базирования), создания новых образцов крылатых ракет. Осуществлял научно-техническое руководство совместным
российско-германским проектом авиационно-космического проекта комплекса «Бурлак-Диана», совместными работами с фирмами ФРГ и Франции по гиперзвуковым проектам.
Неоднократный чемпион России, победитель и призёр всесоюзных и международных соревнований, член сборных команд России и СССР по авиамодельному спорту, мастер спорта СССР.
Награждён орденом «Знак Почета» и медалями, в том числе почетными медалями им. А. Н. Туполева и Н. А. Пилюгина.
Лауреат премии им. А. Я. Березняка.
Почетный авиастроитель.

## Награды
- Почётный авиастроитель
- Орден «Знак Почёта»